# Gustave Olombe Atelumbu Musilamu
Gustave Olombe Atelumbu Musilamu (Yaounge, 1 mei 1927 - 17 februari 2011) was een Congolees rooms-katholiek bisschop en ordestichter.
Hij liep school in het kleinseminarie van Mandombe en werd daar in 1938 gedoopt. Vervolgens studeerde hij aan het seminarie van het toenmalige Baudouinville (Kirungu). Hij werd in 1957 in Kisangani tot priester gewijd door bisschop Camille Verfaillie en was pastoor in verschillende parochies, terwijl hij in 1960 ook een jaar les gaf in het kleinseminarie van Mandombe. Hij werd in 1968 benoemd tot bisschop van Wamba als opvolger van Joseph Wittebols die in 1964 in Wamba vermoord werd door Simba-rebellen. Hij koos als devies "Deus caritas est" en vervulde dit ambt van 1969 tot 1990. Hij richtte in 1975 een bisschoppelijke congregatie van vrouwelijke religieuzen op (les Petites Sœurs de l’Evangélisation, afgekort P.S.E.) die actief is in het onderwijs, de ziekenzorg en de catechese.